# Hữu Cừ vương
Hữu Cừ Vương (160—108 TCN) là vị vua cuối cùng của Vệ Mãn Triều Tiên, thực thể cuối cùng của Cổ Triều Tiên. Ông là cháu trai của Vệ Mãn.
Nhà Hán có vẻ như muốn thể hiện sức mạnh với vị thế là một triều đại Trung Quốc thống nhất. Hán Vũ Đế đã cử Thiệp Hà (涉何) làm sứ thần đi Cổ Triều Tiên vào năm 109 TCN. Sau một cuộc thương thảo thất bại, Thiệp Hà đã giết một tướng họ Trường (長) ở biên giới khi ông trở về đất Hán.
Thiệp Hà được Hán Vũ Đế tán thưởng vì hành động này và bổ nhiệm ông làm Liêu Đông quận Đông bộ đô úy ở vùng biên giới với Cổ Triều Tiên. Tức giận với hành động của Hán Vũ Đế, Hữu Cừ Vương đã cho tấn công lãnh thổ của Thiệp Hà và giết chết người này. Nhìn thấy đây là một cơ hội để phát động chiến tranh chống lại Cổ Triều Tiên, nhà Hán đã cử 50.000 bộ binh tinh nhuệ và 7.000 thủy binh tinh nhuệ đến Cổ Triều Tiên.
Hữu Cừ Vương bị phe ủng hộ đầu hàng ám sát. Tuy nhiên ngay cả sau cái chết của ông, Cổ Triều Tiên vẫn chống lại quân Hán cho đến năm 108 TCN song đã thất bại và Hán tứ quận được thành lập trên lãnh thổ mới chinh phục được.